# Ćwiczenia redresyjne
Ćwiczenia redresyjne – rodzaj ćwiczeń stosowanych w fizjoterapii w celu powiększenia zakresu ruchu w stawie.
Charakterystyczna dla tych ćwiczeń jest konieczność osiągania granicy bólu u pacjenta. Osobom o niskiej tolerancji bólu podaje się przed ćwiczeniami środek przeciwbólowy zalecony przez lekarza prowadzącego.
Ćwiczeń redresyjnych nie stosuje się u pacjentów z ograniczeniem ruchomości stawu spowodowanym tzw. blokiem kostnym.